# 宮崎県高等学校の廃校一覧
宮崎県高等学校の廃校一覧（みやざきけんこうとうがっこうのはいこういちらん）とは、宮崎県の廃校となった高等学校の一種。対象となるのは学制改革（1948年）以降に廃校となった高等学校と分校である。名称は廃校当時のもの。廃校時に属していた自治体が合併により消滅している場合は現行の自治体に含める。また現在休校中の学校は公式には存続していることとなっているが、休校中の学校は事実上廃校となっている場合が多いため、便宜上本項に記載する。

## 公立高等学校

### 宮崎市
- 宮崎県立本庄高等学校八代分校（1963年）[1]
- 宮崎県立本庄高等学校綾分校（1968年）[1]
- 宮崎県立本庄高等学校高岡校舎（1983年）[1]

### 延岡市
- 宮崎県立延岡岡富高等学校（1949年延岡恒富高〈1959年宮崎県立延岡高等学校へ改称〉へ統合）[2]
- 宮崎県立延岡東高等学校（2005年延岡西高と統合し宮崎県立延岡星雲高等学校となり[3]、2007年完全移行）
- 宮崎県立延岡西高等学校（2005年延岡東高と統合し延岡星雲高となり[3]、2007年完全移行）

### 日南市
- 宮崎県立吾田高等学校（1949年飫肥高〈1950年1月宮崎県立日南高等学校へ改称〉へ統合）[4]
- 宮崎県立日南農林高等学校〈初代〉（1967年日南農林第二高開校に伴い1969年閉校、日南農林第二高が日南農林高〈2代目〉へ改称）[5]
- 宮崎県立南郷園芸高等学校（同上）[5]
- 宮崎県立日南工業高等学校（2009年統合により宮崎県立日南振徳高等学校となり、2011年完全移行）[6]
- 宮崎県立日南振徳商業高等学校（同上）[6]
- 宮崎県立日南農林高等学校〈2代目〉（同上）[6]

### 小林市
- 宮崎県立小林高等学校野尻分校（1993年閉校[7]。跡地は道の駅ゆ〜ぱるのじりへ）
- 宮崎県立小林工業高等学校（2008年小林商業高と統合し宮崎県立小林秀峰高等学校となり[8]、2010年完全移行）
- 宮崎県立小林商業高等学校（2008年小林工業高と統合し小林秀峰高となり、2010年完全移行）[8]

### 西都市
- 宮崎県立西都商業高等学校（2020年宮崎県立妻高等学校へ統合）[9]

### 西諸県郡
高原町
- 宮崎県立都城泉ケ丘高等学校高原校舎（1949年）[10]
- 宮崎県立小林高等学校高原校舎（1952年6月1日）[10]
- 宮崎県立高原高等学校（2013年小林秀峰高へ統合）[10]

### 児湯郡
川南町
- 宮崎県立高鍋農業高等学校富田分校（1962年）[11]
- 宮崎県立川南高等学校（1953年高鍋農業高川南分校から独立するも、1969年川南分校に戻り、1993年閉校）[11]

都農町
- 宮崎県立都農高等学校（2021年宮崎県立高鍋高等学校へ統合）[12]

### 西臼杵郡
五ヶ瀬町
- 宮崎県立高千穂高等学校五ヶ瀬分校（1993年閉校[13]。跡地は宮崎県立五ヶ瀬中等教育学校へ）

高千穂町
- 宮崎県立高千穂高等学校田原分校（1976年）[13]

日之影町
- 宮崎県立高千穂高等学校日之影分校（1980年）[13]

## 私立高等学校

### 宮崎市
- 南九州大学附属宮崎高等学校（1974年募集停止、1992年廃校）[14]

### 延岡市
向陽台高等学校宮崎キャンパス（2003年3月廃校）